# (756) Lilliana
(756) Lilliana és un asteroide pertanyent al cinturó d'asteroides descobert el 26 d'abril de 1908 per Joel Hastings Metcalf des de l'observatori de Taunton, Estats Units.
Inicialment va rebrei la designació de 1908 DC. Posteriorment, es va anomenar en honor d'una de les filles de Harlow Shapley.
Lilliana orbita a una distància mitjana del Sol de 3,195 ua, podent acostar-s'hi fins a 2,721 ua. Té una excentricitat de 0,1483 i una inclinació orbital de 20,35°. Triga a completar una òrbita al voltant del Sol 2086 dies.